# Дружбинський сільський округ
Дру́жбинський сільський округ (каз. Дружба ауылдық округі, рос. Дружбинский сельский округ) — адміністративна одиниця у складі району імені Габіта Мусрепова Північноказахстанської області Казахстану. Адміністративний центр — село Дружба.
Населення — 1807 осіб (2021; 2460 у 2009, 3174 у 1999, 3501 у 1989).
Станом на 1989 рік існували Володарська сільська рада (село Володарське), Дружбинська сільська рада (села Дружба, Дружбинське) та Цілинна сільська рада (села Жаркольське, Цілинне). Село Жаркольське ліквідовано 2010 року.

## Склад
До складу округу входять такі населені пункти:
| Населений пункт     | Старі назви | Населення, осіб (1989) | Населення, осіб (1999) | Населення, осіб (2009) | Населення, осіб (2021) |
| ------------------- | ----------- | ---------------------- | ---------------------- | ---------------------- | ---------------------- |
| Володарське, село   | -           | 1096                   | 1050                   | 786                    | 578                    |
| --Жаркольське, село | -           | 84                     | 78                     | 0                      | 14                     |
| Дружба, село        | -           | 1236                   | 1055                   | 834                    | 567                    |
| Дружбинське, село   | -           | 71                     | -                      | -                      | -                      |
| Цілинне, село       | -           | 1014                   | 991                    | 840                    | 648                    |